# 安井健太郎
安井 健太郎（やすい けんたろう）はライトノベル作家である。1998年に「〜神々の黄昏〜ラグナロク」で第3回スニーカー大賞〈大賞〉を受賞。受賞作は「ラグナロク 黒き獣」と改題され、角川スニーカー文庫よりデビューする。

## 来歴
「ラグナロク」シリーズは卓越したアクション描写と登場人物が語り手となる独特の一人称による文体が人気を博し、スニーカー文庫の看板作家の1人となったが、2002年以降は執筆活動が途切れがちになる。一方で2006年からはスニーカー大賞の選考委員を務めていたが、それも2011年で降板。
2012年、twitterを開始。スニーカー文庫編集部から絶縁状を受け取ったことを公表する。その原因は安井自身の遅筆と、書いたものが到底ライトノベルとは言えないという2点にあり、同編集部に非はないとのこと。結果、同文庫およびその旗艦誌であるザ・スニーカーを発表媒体としていた『ラグナロク』『十二神世界の物語』は未完に終わるが、いつか別のレーベルで形にしたいと述べた。
2013年、「アークIX」で講談社ラノベ文庫より再デビュー。
2017年8月、小説家になろうにて『ラグナロク』の連載を開始。2018年4月にオーバーラップ文庫より「ラグナロク:Re」として刊行を開始。

## 作品リスト
角川スニーカー文庫
- ラグナロク（本編11巻+短編9巻。未完）
- デビルメイクライ4小説版（ストーリー担当として参加。著者は森橋ビンゴ）
- 十二神世界の物語（ザ・スニーカーに第3回まで連載されたが、連載誌が休刊したため連載終了。）

講談社ラノベ文庫
- アークIX（イラスト：緒方剛志、既刊5巻）

オーバーラップ文庫
- ラグナロク:Re（イラスト：巖本英利、既刊4巻）
- 神狩（イラスト：kakao、既刊2巻）